# Betula ermanii
Betula ermanii là một loài thực vật có hoa trong họ Betulaceae. Loài này được Cham. mô tả khoa học đầu tiên năm 1831.

## Hình ảnh

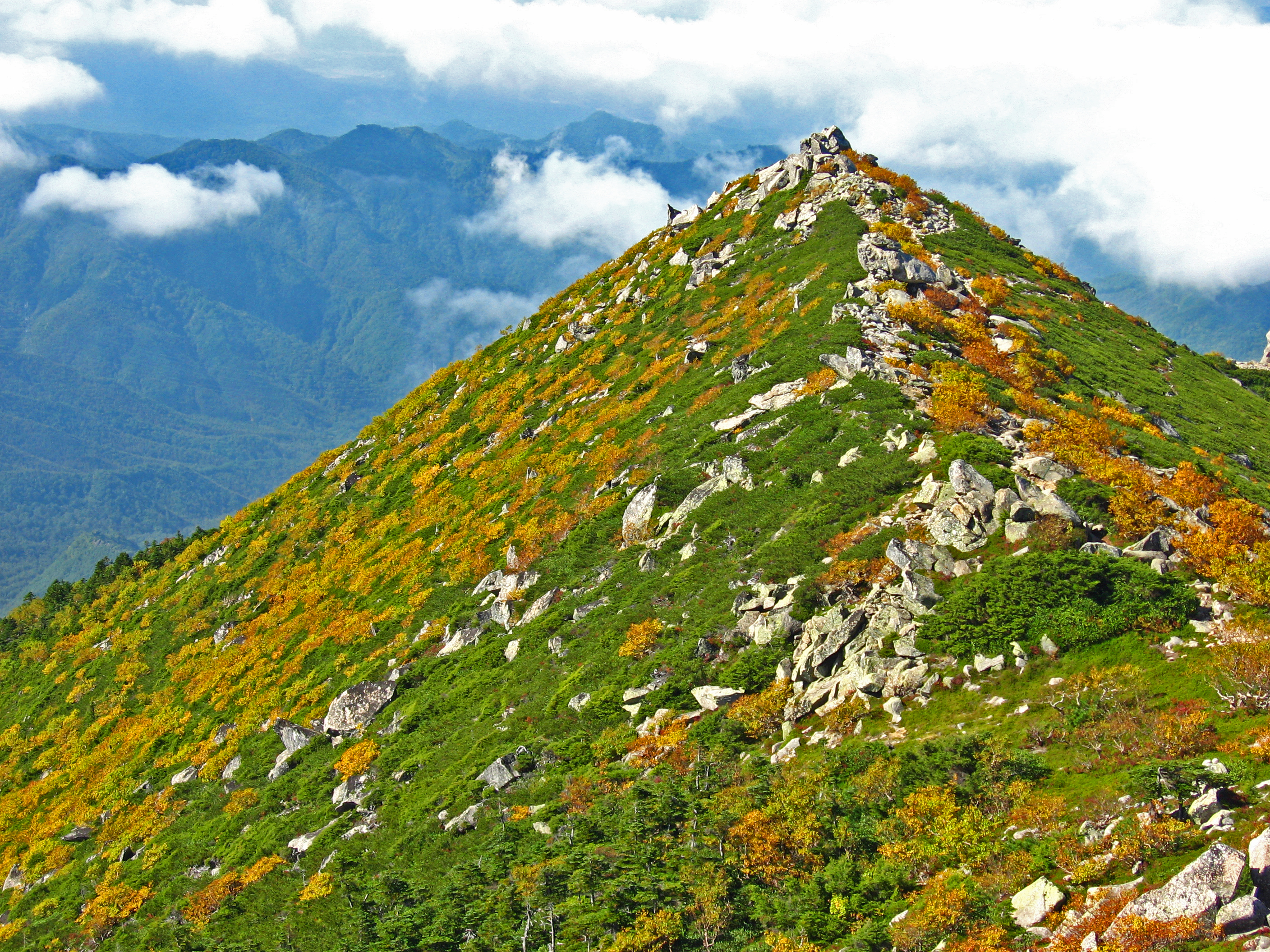
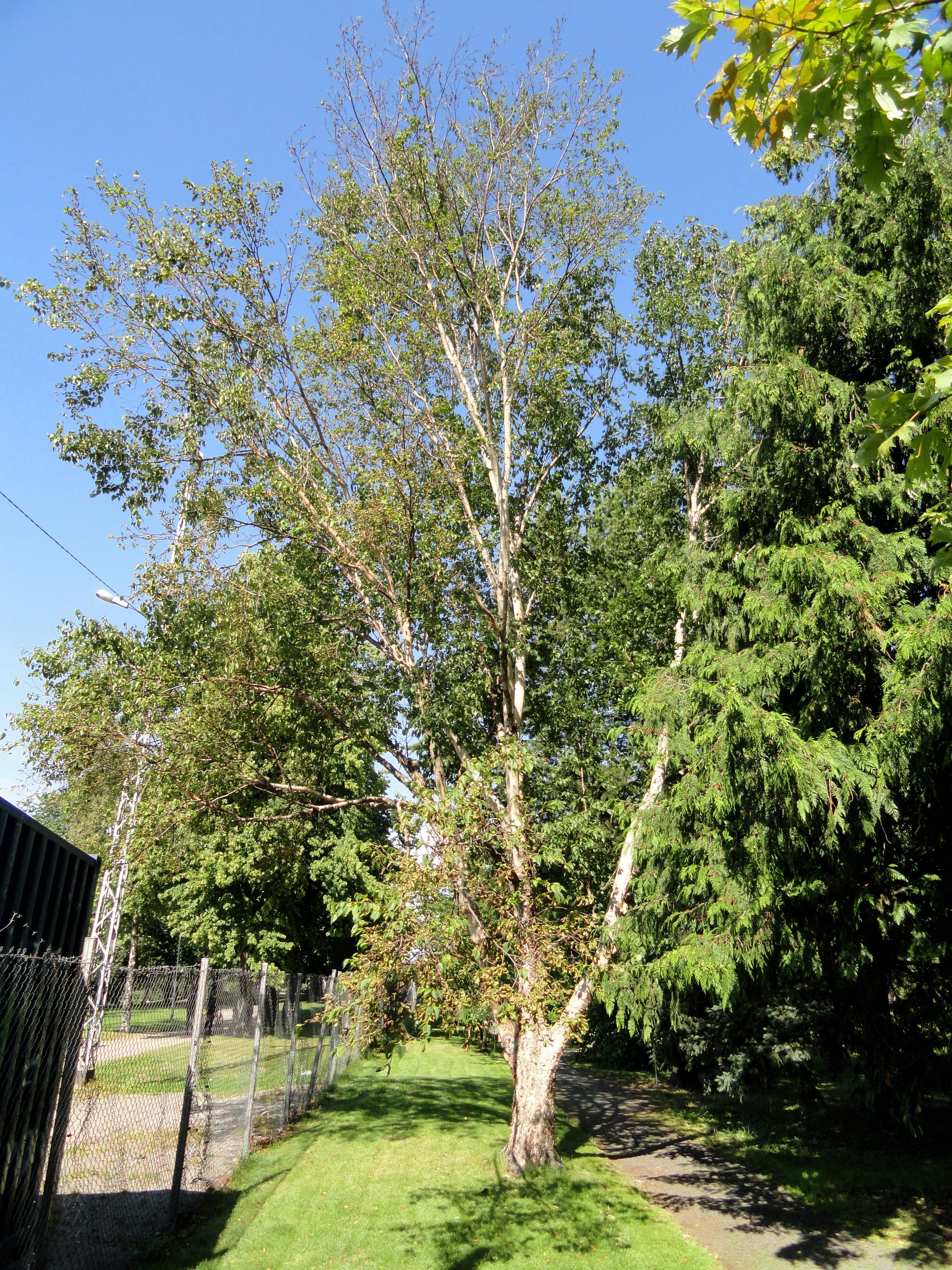
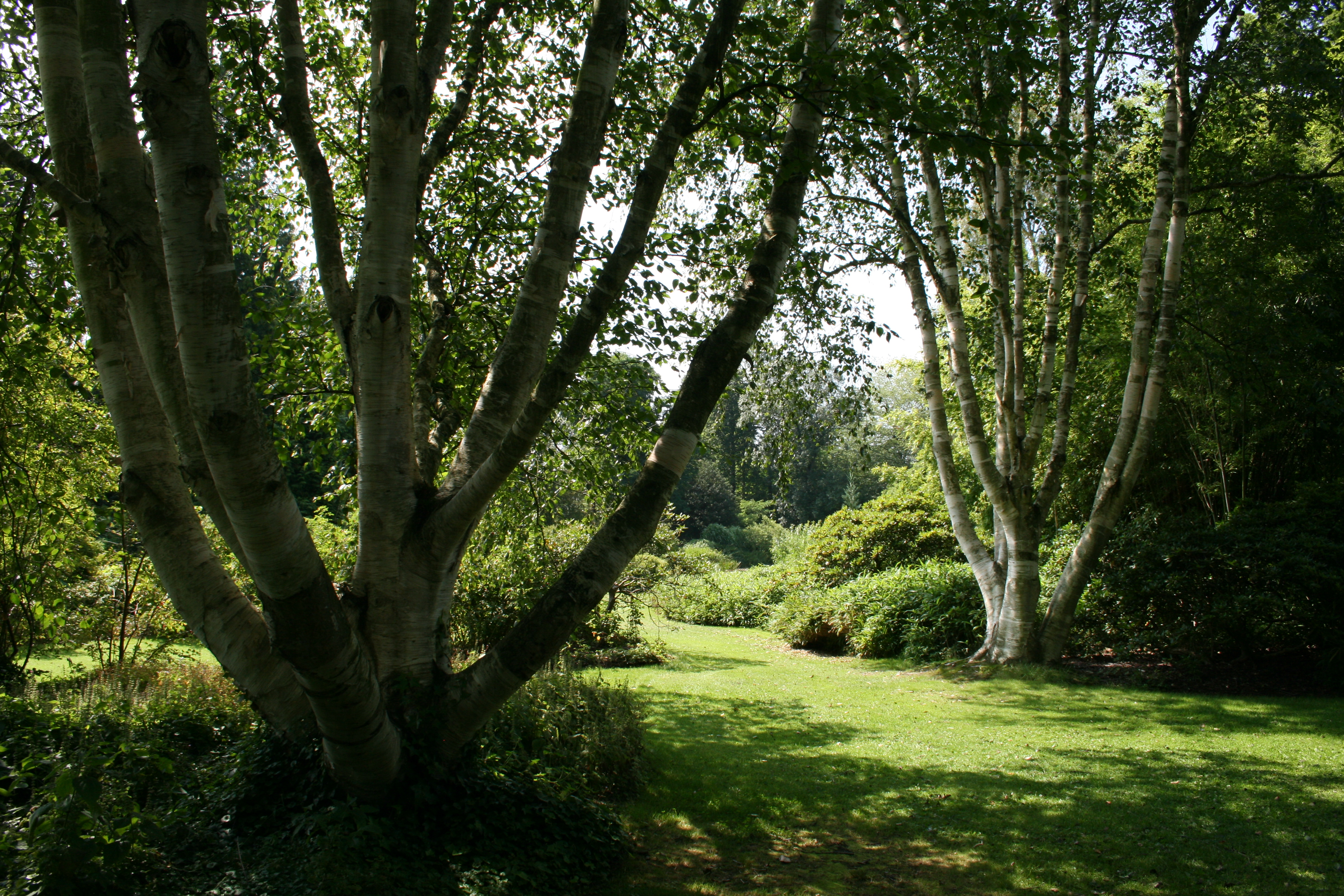
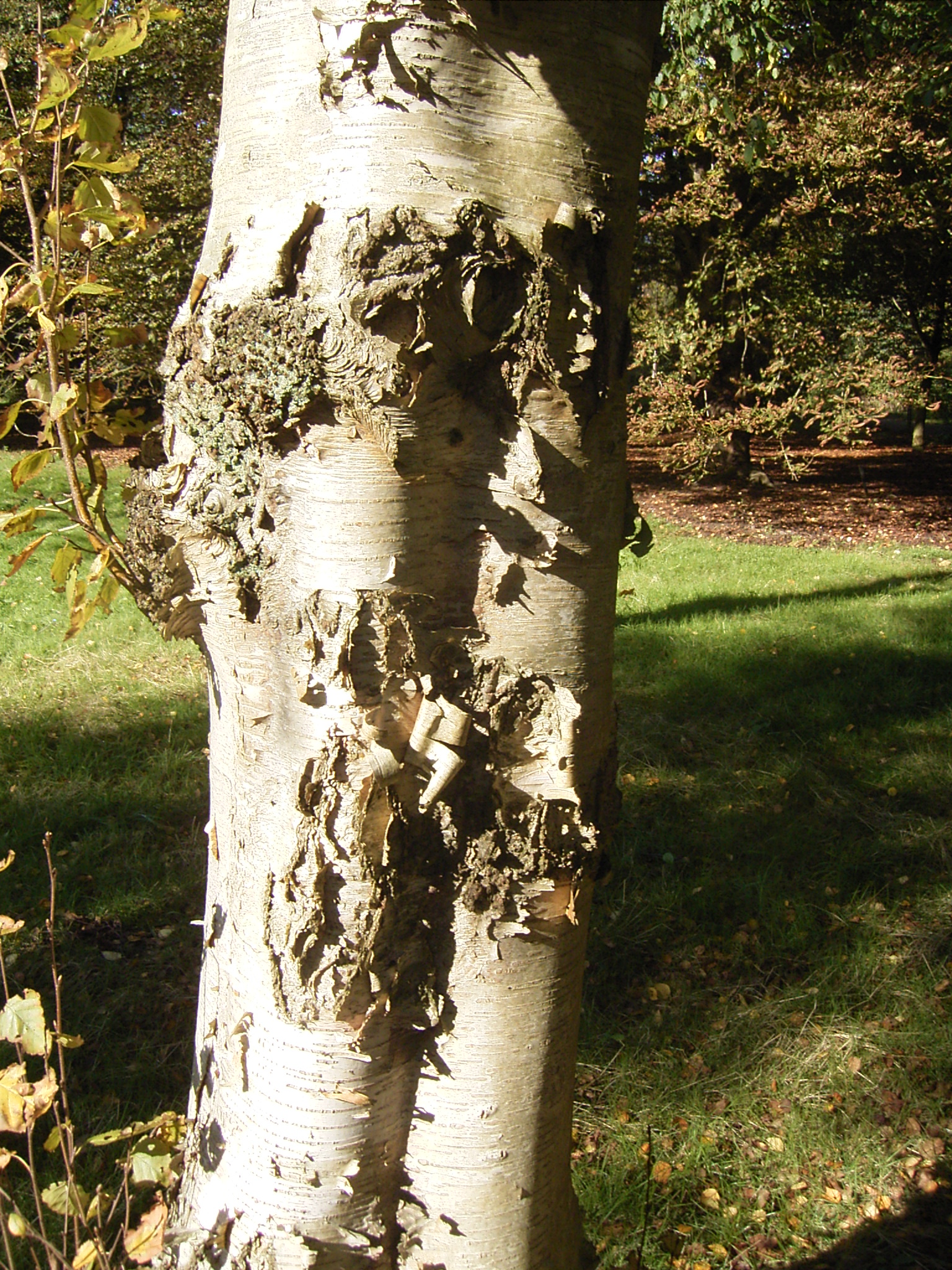